# Вайтфілд (Нью-Гемпшир)
Вайтфілд (англ. Whitefield) — місто (англ. town) в США, в окрузі Коос штату Нью-Гемпшир. Населення — 2490 осіб (2020).

## Демографія
Згідно з переписом 2010 року, у місті мешкало 2306 осіб у 976 домогосподарствах у складі 613 родин. Було 1339 помешкань
Расовий склад населення:
| - 95,6 % — білих - 0,7 % — азіатів - 0,4 % — корінних американців - 0,3 % — чорних або афроамериканців - 1,3 % — осіб інших рас |

До двох чи більше рас належало 1,6 %. Частка іспаномовних становила 2,0 % від усіх жителів.
За віковим діапазоном населення розподілялося таким чином: 20,9 % — особи молодші 18 років, 61,1 % — особи у віці 18—64 років, 18,0 % — особи у віці 65 років та старші. Медіана віку мешканця становила 44,7 року. На 100 осіб жіночої статі у місті припадало 95,4 чоловіків;  на 100 жінок у віці від 18 років та старших — 93,5 чоловіків також старших 18 років.
Середній дохід на одне домашнє господарство  становив 55 800 доларів США (медіана — 36 176), а середній дохід на одну сім'ю — 70 444 долари (медіана — 50 197). Медіана доходів становила 46 481 долар для чоловіків та 35 188 доларів для жінок. За межею бідності перебувало 19,0 % осіб, у тому числі 32,7 % дітей у віці до 18 років та 10,3 % осіб у віці 65 років та старших.
Цивільне працевлаштоване населення становило 960 осіб. Основні галузі зайнятості: мистецтво, розваги та відпочинок — 22,2 %, освіта, охорона здоров'я та соціальна допомога — 22,0 %, роздрібна торгівля — 10,4 %, науковці, спеціалісти, менеджери — 10,1 %.